# Мост Дадиванка
Мост Дадиванка — несохранившийся каменный арочный мост через реку Тертер в 0,5 км юго-восточнее села Венг в Кельбаджарском районе Азербайджана.

## История
Мост был построен в XIII—XIV вв. Он был однопролетным арочным. Сохранились опоры из необработанного камня, на известковом растворе. Ширина моста составляла 3 м.